# Christopher Benstead
Christopher Benstead (Kingston upon Hull, december 1981) is een Brits componist, arrangeur en geluidstechnicus. Voor de speelfilm Gravity won hij de Oscar voor beste geluidsmixing.

## Levensloop
Benstead groeide op in East Riding of Yorkshire en volgde de opleiding aan het South Holderness Technology College in Preston, East Riding of Yorkshire. Hij studeerde muziek en geluidstechniek aan de Universiteit van Surrey in Guildford, waar hij in 2004 afstudeerde.
Hij begon zijn loopbaan als geluidstechnicus bij de film Bride & Prejudice uit 2004. Benstead was assistent van componist Clint Mansell met de film Sahara uit 2005. Hij was ook assistent geluidstechnicus bij de film Kingdom of Heaven uit 2005 en aanvullende geluidstechnicus bij de film Pride and Prejudice uit 2005. Met de film No Time to Die uit 2021 was hij superviserende geluidstechnicus.
Benstead heeft sinds het componeren voor de film The Gentlemen uit 2019, regelmatig een samenwerking met filmregisseur Guy Ritchie.

## Filmografie
| Jaar | Titel                                 | Opmerkingen |
| ---- | ------------------------------------- | ----------- |
| 2019 | The Gentlemen                         |             |
| 2021 | Wrath of Man                          |             |
| 2021 | Rupture                               |             |
| 2023 | Operation Fortune: Ruse de Guerre     |             |
| 2023 | Guy Ritchie's The Covenant            |             |
| 2023 | Jericho Ridge                         |             |
| 2024 | The Ministry of Ungentlemanly Warfare |             |
| 2025 | Fountain of Youth                     |             |

## Overige producties

### Televisieseries
| Jaar | Titel         | Opmerkingen                                |
| ---- | ------------- | ------------------------------------------ |
| 2024 | The Gentlemen | spin-off van de gelijknamige film uit 2019 |

### Documentaires
| Jaar | Titel         | Opmerkingen |
| ---- | ------------- | ----------- |
| 2020 | From Me to Us |             |

### Als aanvullende componist

#### Films
| Jaar | Titel                | Opmerkingen      |
| ---- | -------------------- | ---------------- |
| 2017 | Beauty and the Beast | voor Alan Menken |
| 2019 | Aladdin              | voor Alan Menken |

### Als geluidstechnicus

#### Films
| Jaar | Titel                          | Opmerkingen |
| ---- | ------------------------------ | ----------- |
| 2004 | Bride & Prejudice              |             |
| 2006 | As You Like It                 |             |
| 2006 | A Good Year                    |             |
| 2006 | Eragon                         |             |
| 2007 | The Last Legion                |             |
| 2007 | Grow Your Own                  |             |
| 2007 | The Baker                      |             |
| 2007 | The Contractor                 |             |
| 2007 | Shrooms                        |             |
| 2007 | Sleuth                         |             |
| 2008 | 10,000 BC                      |             |
| 2008 | Nim's Island                   |             |
| 2008 | Igor                           |             |
| 2008 | The Meerkats                   |             |
| 2009 | An Education                   |             |
| 2009 | Blood: The Last Vampire        |             |
| 2009 | Nine                           |             |
| 2010 | Clash of the Titans            |             |
| 2010 | Black Swan                     |             |
| 2011 | Thor                           |             |
| 2011 | Rise of the Planet of the Apes |             |
| 2011 | W.E.                           |             |
| 2012 | Sir Billi                      |             |
| 2012 | Brave                          |             |
| 2013 | Gravity                        |             |
| 2013 | Third Person                   |             |
| 2013 | Captain Phillips               |             |
| 2014 | Jack Ryan: Shadow Recruit      |             |
| 2014 | Cuban Fury                     |             |
| 2015 | Cinderella                     |             |
| 2015 | Everest                        |             |
| 2017 | Wonder Woman                   |             |

## Prijzen en nominaties

### Academy Awards
| Jaar | Titel   | Categorie           | Uitslag  |
| ---- | ------- | ------------------- | -------- |
| 2014 | Gravity | Beste geluidsmixing | Gewonnen |

### BAFTA Awards
| Jaar | Titel   | Categorie    | Uitslag  |
| ---- | ------- | ------------ | -------- |
| 2014 | Gravity | Beste geluid | Gewonnen |